# Воздушная жандармерия Франции
Воздушная жандармерия Франции (фр. Gendarmerie de l’Air) — подразделение Национальной жандармерии Франции, занимающиеся защитой авиабаз, воздушно-космических сил Франции, а также расследованием авиационных происшествий с участием военного флота.
В её составе около 750 военнослужащих. Ей также командует полковник или генерал.

Нарукавная нашивка воздушной жандармерии

Она разделена на две группировки: северная расположена на авиабазе Велизи-Вилакубле, южная расположена на военной стороне аэропорта Бордо-Мериньяк.
Как северная, так и южная группировка разделена на несколько бригад, каждая из которых прикреплена к своей авиабазе.
Воздушная жандармерия также дислоцируется в зонах боевых действий, где действуют подразделения французских ВВС, как, например, в военной части международного аэропорта Кабула.